# Joan Vizcarra Carreras
Joan Vizcarra (Montblanc, Tarragona, 1967) és un caricaturista i il·lustrador espanyol, conegut sobretot pels seus treballs per al setmanari satíric El Jueves i Interviú, amb més de 30 anys de trajectòria professional dedicat a l'art del dibuix humorístic, amb nombroses publicacions en premsa, llibres, publicitat i exposicions.

## Biografia

Vizcarra amb la caricatura gegant de Leo Messi.

Joan Vizcarra va néixer a Montblanc (Tarragona) en 1967. Llicenciat en Belles arts per la Universitat de Barcelona. Comença en el terreny de la il·lustració col·laborant per a agències de publicitat. Va treballar durant dos anys per a l'empresa d'animació Delta Group, en espots publicitaris i sèries de televisió. En 1991 comença a col·laborar per a la revista d'humor El Jueves, on segueix actualment. A l'any següent comença a col·laborar setmanalment per al diari Avui. En 1995 comences les col·laboracions setmanals per a El Periódico de Catalunya. Més tard també col·labora en el suplement del diari El Mundo. En 1997 és nomenat Professor d'humor per la Universitat d'Alcalá de Henares.
Ha col·laborat, entre d'altres, en publicacions com Buenafuente, Enderrock, Windows TU, Ciència i Vida, Penthouse, Descobrir cuina, en el diari Ara i actualment en la revista Interviú i el diari esportiu L'Esportiu. L'any 2006 dissenya els personatges d'El Jueves per a les Falles de València. En 2010 comença les col·laboracions setmanals en la històrica revista «Interviú». Des de 2010 ha començat la realització de “grans formats”, per a col·leccionistes i esdeveniments varis. També es dedica a treballar “originals” per a col·leccionistes tant nacionals com internacionals. L'any 2011 realitza en directe la caricatura més gran de Leo Messi per a l'Exposició retrospectiva de la seva obra per al Centre Illa Diagonal de Barcelona.
El 2012 el documental «Dibuixant a Vizcarra» (H.Almàsseres & I.Vilallonga) va ser seleccionat per als Premis Goya. En ell apareixen personatges coneguts com a Andreu Buenafuente, José Mota, Manel Fuentes, Santiago Segura i Ferran Adrià, entre altres… En 2013 ofereix Masterclass sobre Creativitat en TedXReus. Des de 2014 treballa amb la Galeria Corner4art a Barcelona, per a la distribució de la seva obra. En 2016 realitza el quadre del «Trident» del Barça (Messi, Suárez i Neymar) per a Periodistes Solidaris de l'Esport, que se subhasta per a finalitats benèfiques. L'any 2018 pinta en directe un quadre de Freddie Mercury per a finalitats benèfiques en el Hard Rock de Barcelona.
Tenen «originals» de Vizcarra, personalitats tan diferents com el rei Joan Carles, Camilo José Cela, Ruíz-Mateos, Joaquín Sabina o Santiago Segura, entre molts altres… En 2021 la banda musical «Cerdanyola Blues Band» li dedica la cançó «Vizcarra Blues» on es repassa a ritme de Blues la seva trajectòria professional. Les caricatures de Vizcarra han aparegut en nombrosos mitjans de comunicació, asi com en moltes exposicions i en diverses línies de productes de marxandatge.

## Llibres de caricatures
- Vizcarra. Caricaturas (1994, Col. Titánic núm 7-Ediciones El Jueves)
- Esto es Hollywood (1999, libro recopilatorio para la revista El Jueves)
- Lo más mejor de Vizcarra (2004, Col. Lo más mejor núm 14-Ediciones El Jueves)
- Hollywood y otras hierbas[5] (2008, Luxury Gold Collection, RBA/El Jueves)
- Rock stars y otros animales[6] (2008, Luxury Gold Collection, RBA/El Jueves)
- Teofrast «Carácters»[7] (Obrador Edèndum 2009)
- «Més enllà de l'èxit», pròleg Ivan Tibau  (Deu i Onze Editors 2013)
- 25 años de Caricaturas[8][9][10] (2015 Ediciones JA Hidalgo)
- Vizcarra en Interviú 2010-2017[11] (Ediciones JA Hidalgo 2018)
- «Els Pastorets i la samarra d´en Getsè» (Editorial La Musca 2018)[12]
- Vizcarra & Celebrities, prólogo Andreu Buenafuente[13] (Ediciones JA.Hidalgo 2020)
- Cerdanyola, la ciutat del Blues (Ediciones J.A.Hidalgo 2021)[14]
- «El Póster de El Jueves»[15] (Jordi Riera Editorial RBA 2021)
- The History of Blues by Vizcarra[16] (Ediciones J.A.Hidalgo 2022)

## Exposicions
- Exposició d'originals en el “Festival de Caricature” de Saint Esteve. França (1994)[17]
- Exposició “Amb V de Vizcarra” Illa Diagonal Barcelona (2011)[18][18][19]
- Exposició “Amb V de Vizcarra” Badajoz (2011)[20]
- Exposició permanent d'originals en el Local Cool Hotel International, Barcelona (2013)
- Exposició d'originals “La Fauna de Vizcarra” El Corte Inglés, Barcelona (2013)[21]
- Exposició per a Presentació llibre “25 Anys de Caricatures” Igualada (2016)
- Exposició d'il·lustracions “Festival de Blues” Cerdanyola 2017[22]
- Exposició d'il·lustracions originals per a llibre “Sant Jordi” Montblanc 2018
- Exposició “Ray&Blues” Calç Pintxo Cerdanyola 2018
- Exposició Col·lectiva de Corner4art Festival Sitges 2018[23]
- Exposició Col·lectiva de Corner4Art  per a la Galeria “Art i Cafè” Sitges 2019[24]
- Exposició «Vizcarra Blues» Calç Pintxo 30 ºFestival Internacional de Blues de Cerdanyola 2021[25]
- Exposició «El Blues de Vizcarra», Biblioteca Tecla Sala (l'Hospitalet de Llobregat 2022)[26]
- Exposició de caricatures per a «X Festival de Blues de Santa Coloma de Gramenet» 2023[27]
- Exposició col·lectiva «El Jueves 45 anys» Miramar Centre Cultural, Sitges 2023[28]
- Exposició retrospectiva «30 Anys fent Caricatures» Montblanc 2023[29]
- Exposició d'il·lustracions de Blues «Calella Harmònica Festival» 2023[30]
- Exposició retrospectiva «30 Anys fent Caricatures» Espluga de Francolí 2023[31]